# Solace (película)
Solace (en España: Premonición) es una película estadounidense de 2015, del género thriller, dirigida por Afonso Poyart y protagonizada por Anthony Hopkins, Colin Farrell, Jeffrey Dean Morgan y Abbie Cornish.

## Sinopsis
Dos agentes del FBI piden la ayuda de un médium (Anthony Hopkins) para que con sus habilidades extrasensoriales les ayude a dar caza a un asesino en serie.

## Reparto
- Anthony Hopkins - John Clancy
- Colin Farrell - Charles Ambrose
- Jeffrey Dean Morgan - Agente Joe Merriwether
- Abbie Cornish - Agente Katherine Cowles
- Jordan Woods-Robinson - Jeffrey Oldfield
- Marley Shelton - Laura Merriwether
- Xander Berkeley - Mr. Ellis
- Kenny Johnson - David Raymond
- Janine Turner - Elizabeth Clancy
- Sharon Lawrence - Mrs. Ellis
- Jose Pablo Cantillo - Sawyer
- Matt Gerald - Sloman
- Autumn Dial - Emma Clancy
- Joshua Close - Linus Harp
- Luisa Moraes - Victoria Raymond

## Producción
El guion original fue escrito por Ted Griffin y el ejecutivo de Disney Sean Bailey en 2000. James Vanderbilt contribuyó al guion y Peter Morgan hizo los cambios finales; ninguno de los dos fue acreditado en la película final. New Line Cinema retomó el guion y tenía la intención de reescribirlo como una secuela de Se7en, supuestamente titulado Ei8ht, con Morgan Freeman regresando como Det. William Somerset, quien habría desarrollado poderes psíquicos. La idea finalmente se abandonó cuando el director de Se7en, David Fincher, respondió negativamente a la idea, y la película se reescribió posteriormente como un proyecto independiente.
En 2008, se anunció que Mark Pellington dirigiría la película. El 10 de mayo de 2012, se anunció que el director brasileño Afonso Poyart sería finalmente el director.
El rodaje principal comenzó en mayo de 2013 en Atlanta, Georgia.